# Досєкін Василь Сергійович
Василь Сергійович Досєкін (1829—1900) — харківський фотограф 1850-х — 1890-х років. Виконав низку фотопортретів відомих людей Російської імперії, а також пейзажних знімків Харкова ІІ половини ХІХ століття.

## Життєпис
Спадковий дворянин, підпоручик. Брав участь у Кримській війні, де був поранений. У 1856 р. направився до Харкова для лікування. У Харкові Досєкін в листопаді 1857 р. відкрив фотографічну майстерню, де робив портрети місцевих жителів, а також краєвиди міста й околиць.
Досєкін зробив серію світлин з краєвидами Харкова кінця 1850-х — початку 1860-х років. Знімки серії світло-коричневого відтінку, мають розміри 5,5 × 8 сантиметрів, робилися на твердій картонній основі. На фотографіях серії велика глибина різкості. Фотографії Досєкіна були використані у путівнику по Харкову Олександра Миколайовича Гусєва 1902 року та книзі Дмитра Багалія «Історія міста Харкова за 250 років його існування».
Фотомайстерня Досекіна мала популярність. Він обладнав фотокопіювальню з найсучаснішим обладнанням. Перейшов з калотипії на вологий колодій, що дозволило добитися високої якості негативів. Брав участь у фотовиставках, неодноразово нагороджувався почесними медалями.

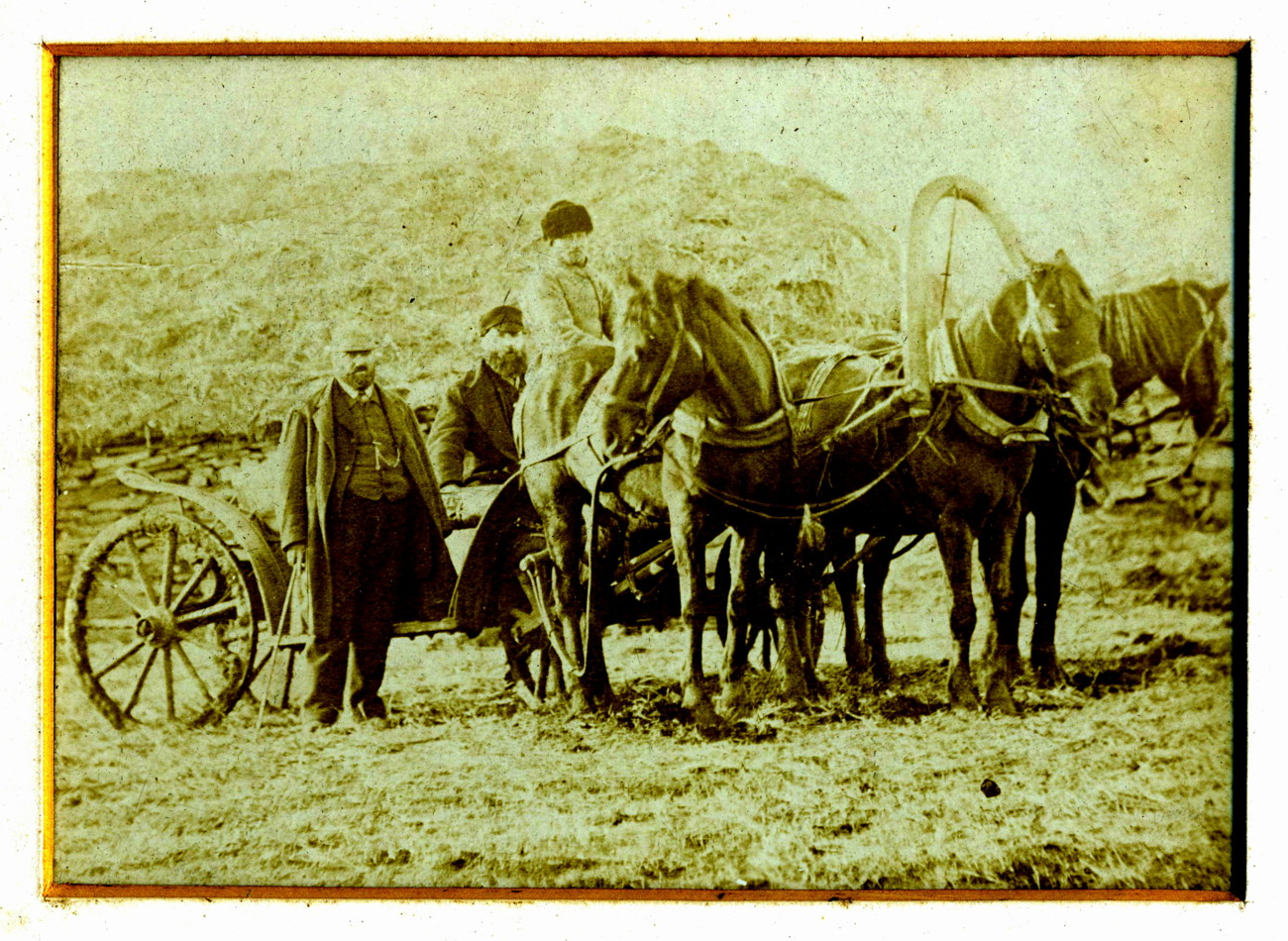
Тройка неподалік від Юзівки

Досєкін, окрім фотостудії, також був власником цегельні, який він відкрив на початку 1873 року спільно з армійським другом — капітаном Аркадієм Івановичем Іоніним. Завод знаходився біля Саржиного Яру. Став купцем 2-ї гільдії.
У 1886 р. Досєкін відкрив фотографічну майстерню в Москві. Його син продовжував займатися фотографією у фотомайстерні батька.
Досєкін помер у травні 1900 р. 8 травня 1900 він був похований у Харкові на Івано-Усікновенському цвинтарі (нині Молодіжний парк, могила втрачена). Після смерті одна з вулиць Харкова була названа його ім'ям, (пізніше вона була перейменована на вулицю Леніна, нині — Шатилівська).
Серед портретів, виконаних Досєкіним, фотографії декабриста Андрія Розена, актриси Евлалії Кадміної, архітектора Олексія Бекетова та багатьох інших.

### Родина
Донька Василя Досєкіна Марія, що одружилася з лікарем Петром Шатіловим, отримала в придане великий сад з дачею. Місцевість, де він був розташований, на початку XX ст. почали називати Шатиловою дачею, або Шатилівкою.

### Адреси
Майстерня Досєкіна знаходилася у двоповерховому будинку на вул. Сумській, 3. Сам він жив у будинку по Сумський, 90. Марія Шатилова після одруження жила у будинку чоловіка на вул. Мироносицькій, 53.

## Фотознімки

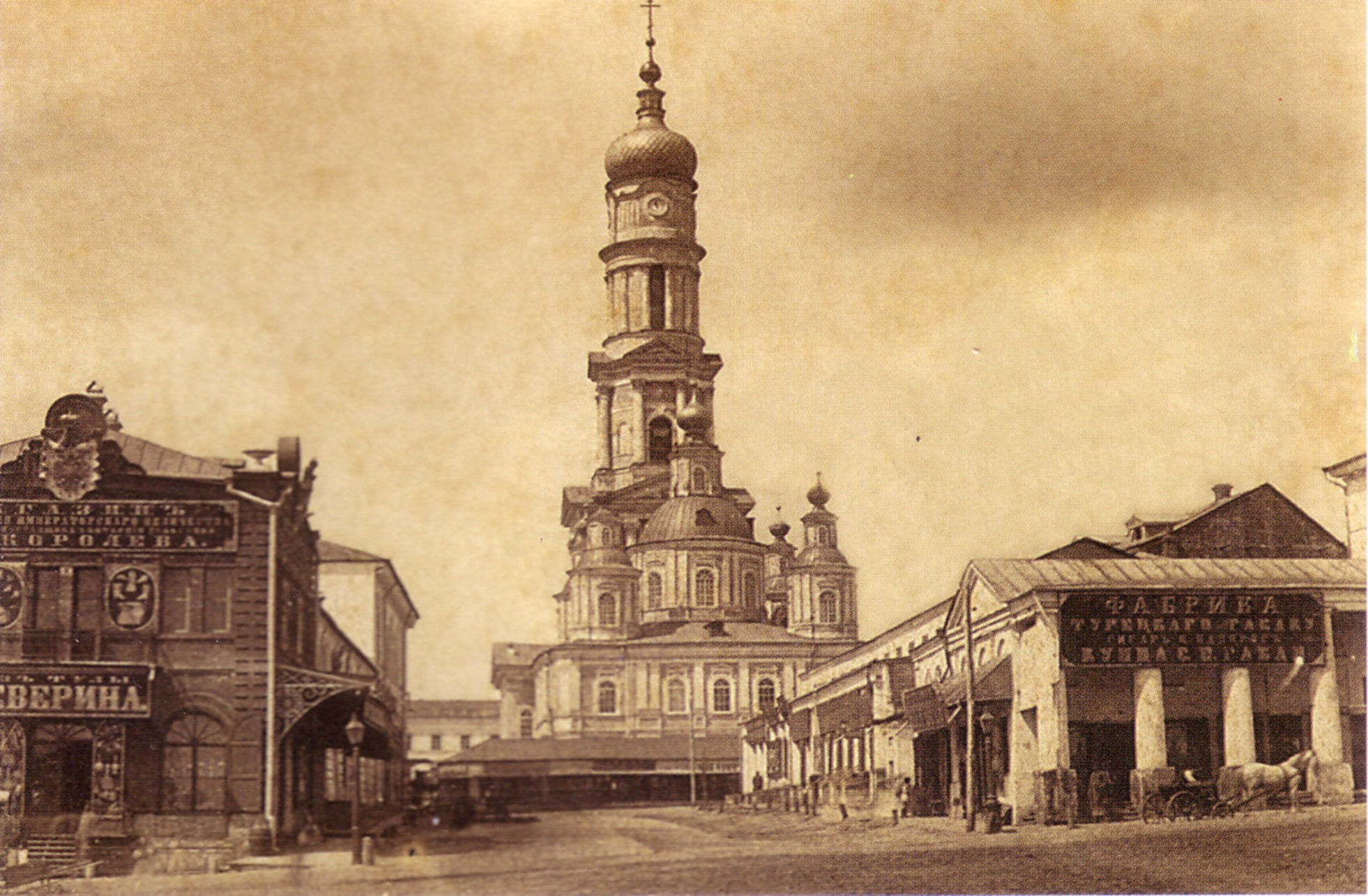
Успенський собор з Московської вулиці. 1860-ті
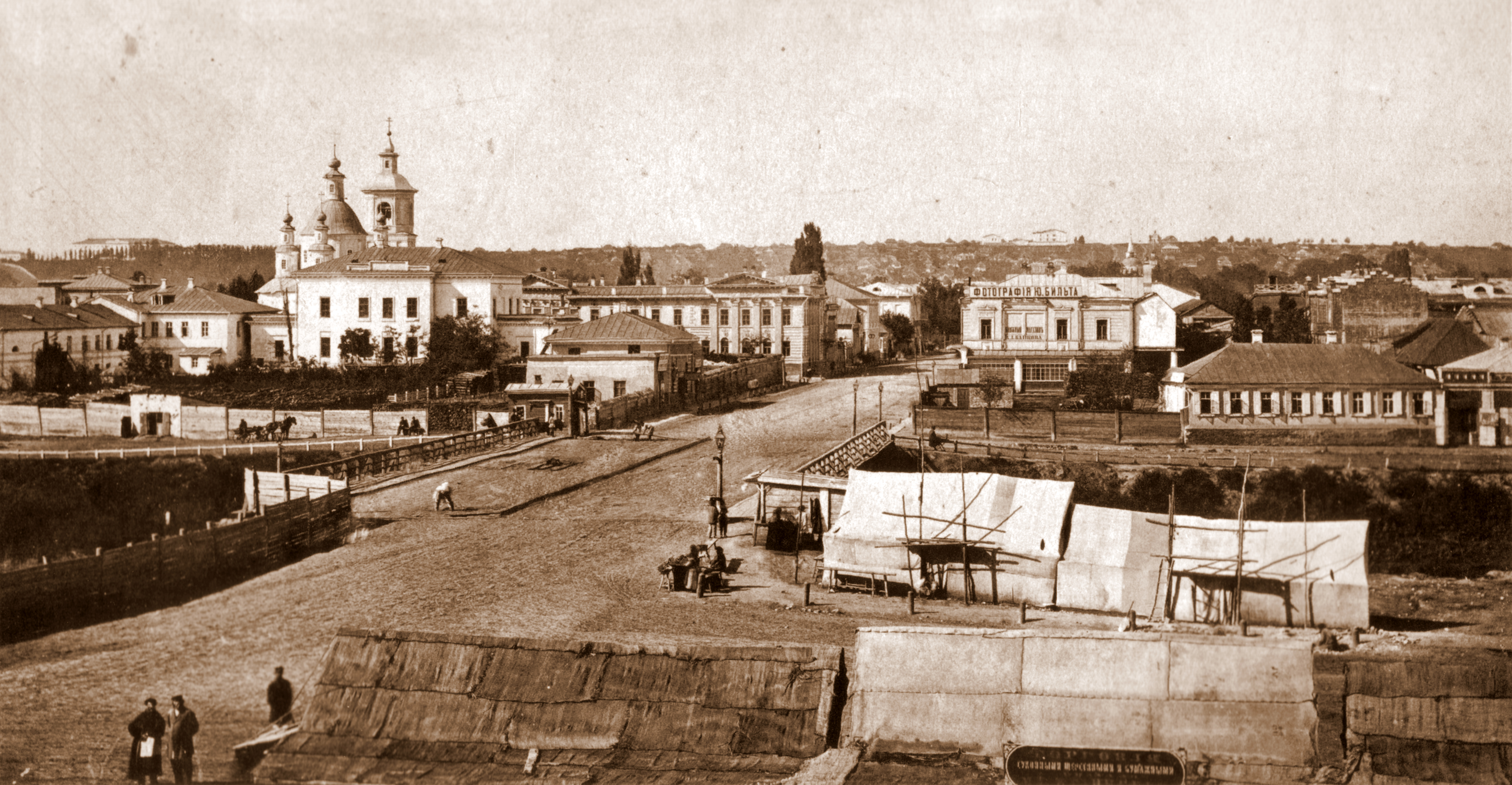
Катеринославська вулиця з Університетської гірки. 1879
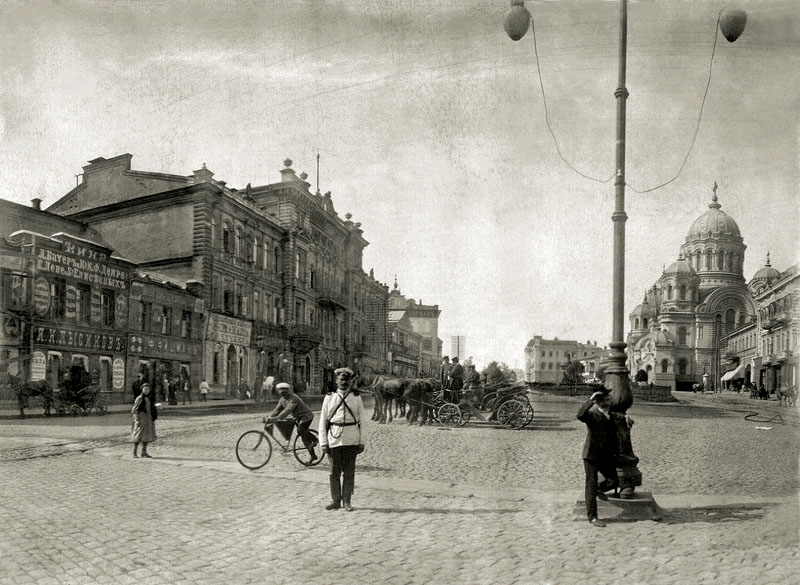
Миколаївські площа й собор. Лівий бік площі, 1896
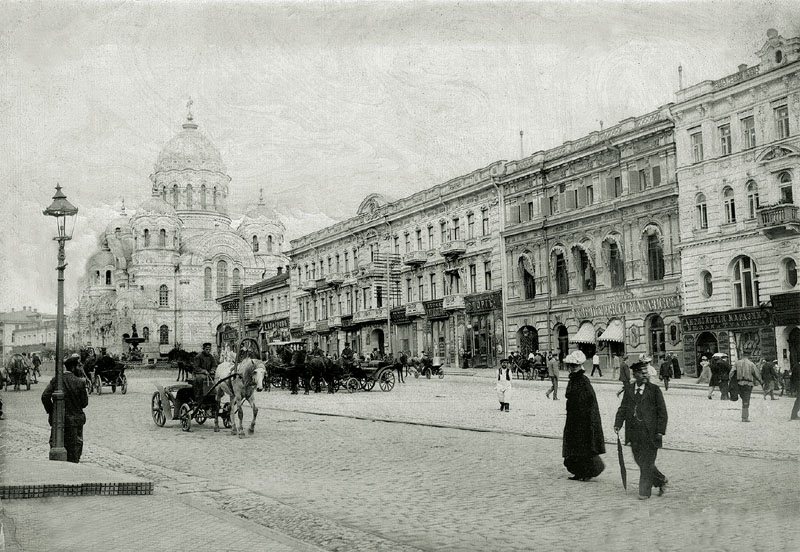
Миколаївські площа й собор. Правий бік площі, 1896

### Портрети відомих людей

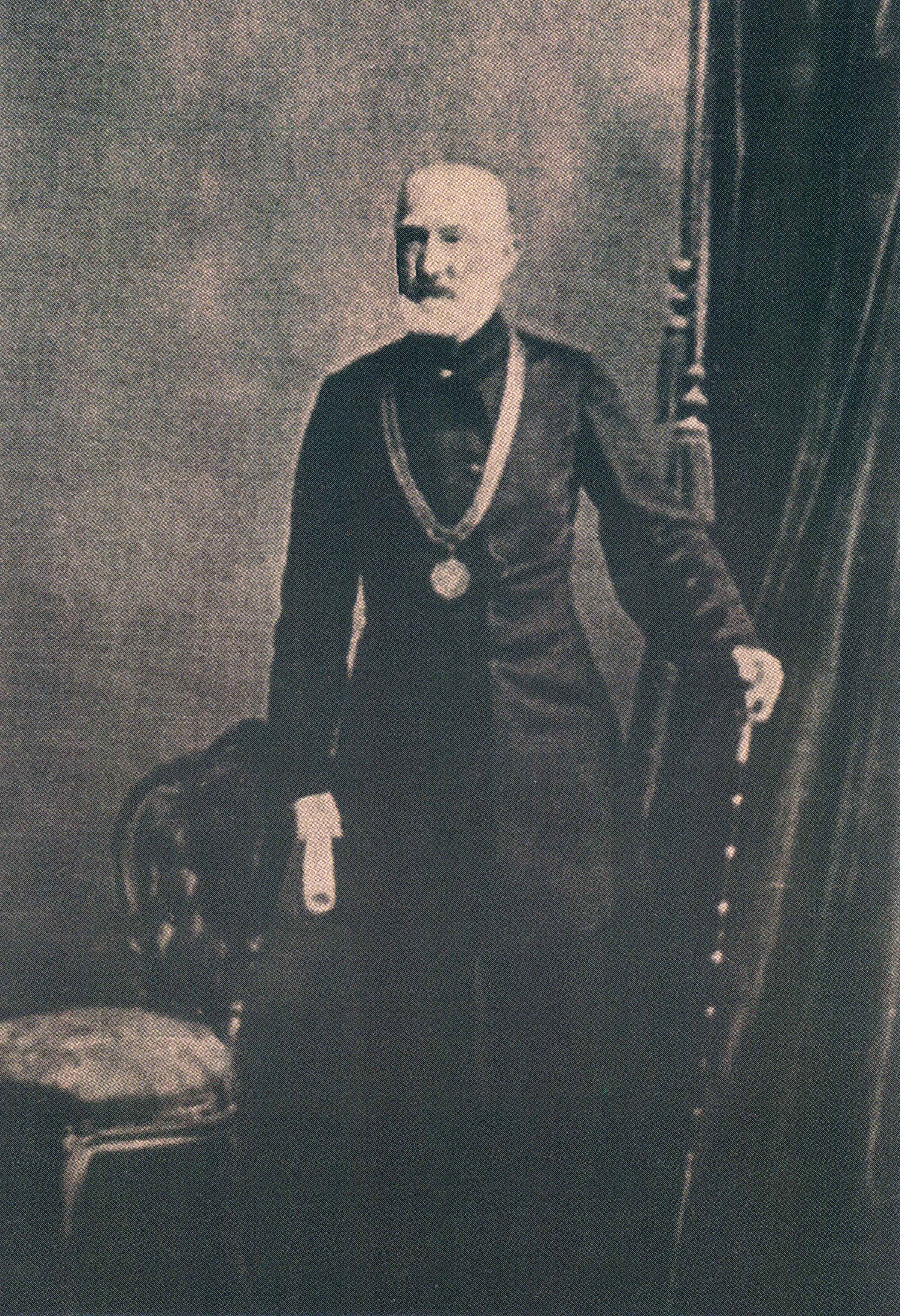
Декабрист барон Андрій Розен (1860-ті)
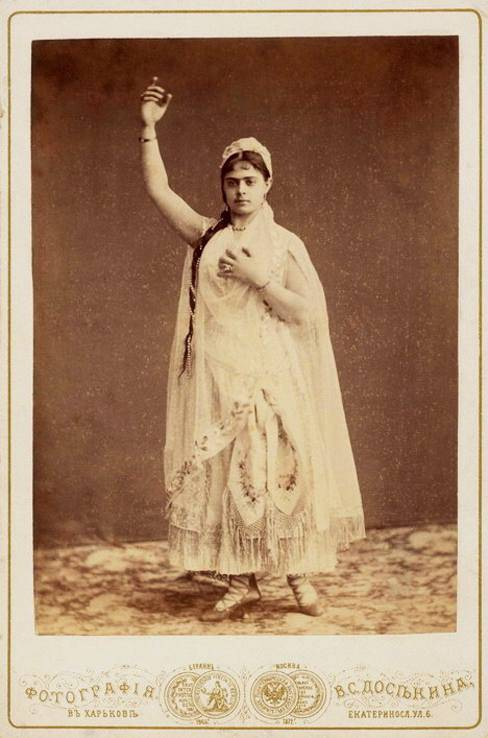
Актриса Евлалія Кадміна
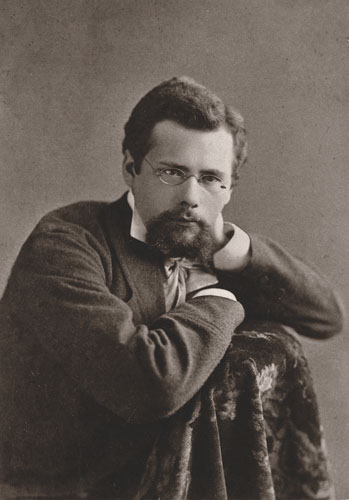
Володимир Бахрушин
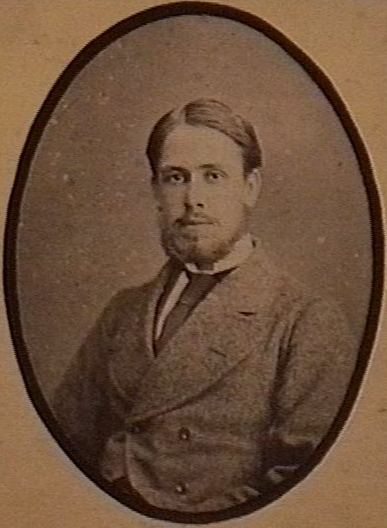
Промисловець Артур Юз
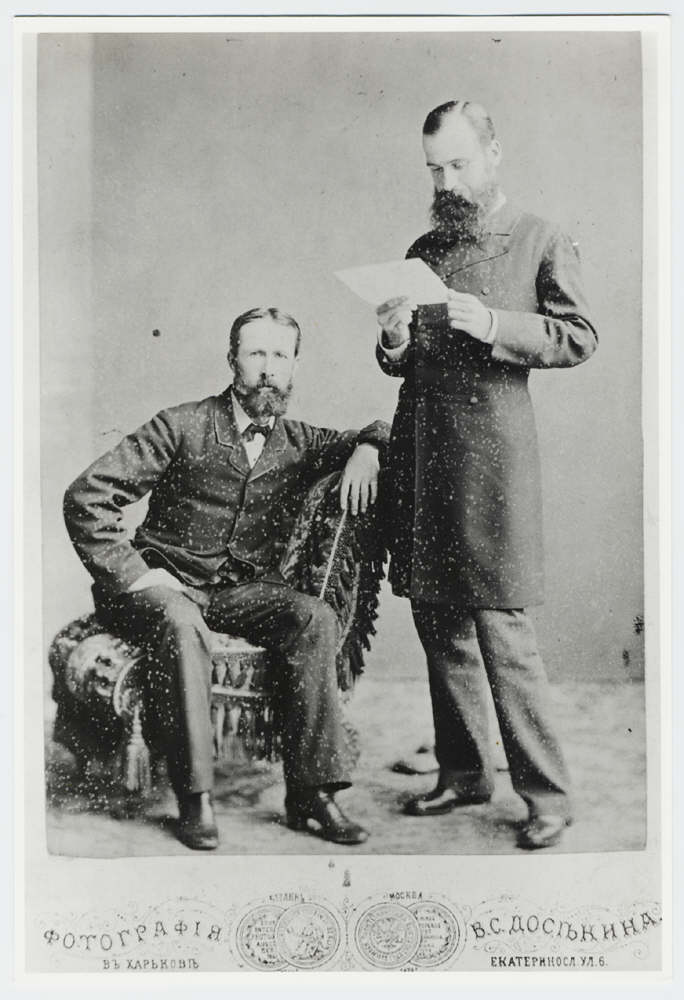
Сини Джона Юза: Джон Джеймс Юз молодший (сидить) та Юз Айвер — директори-розпорядники Юзівского заводу Новоросійського товариства

## Паспарту Досєкіна

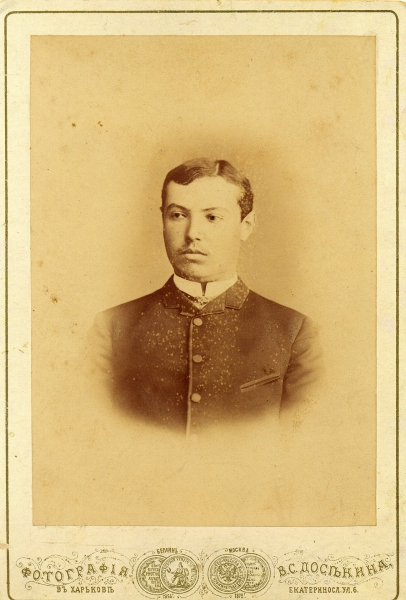
Лицьовий бік фотокарток Досєкіна. Портрет чоловіка, 1887
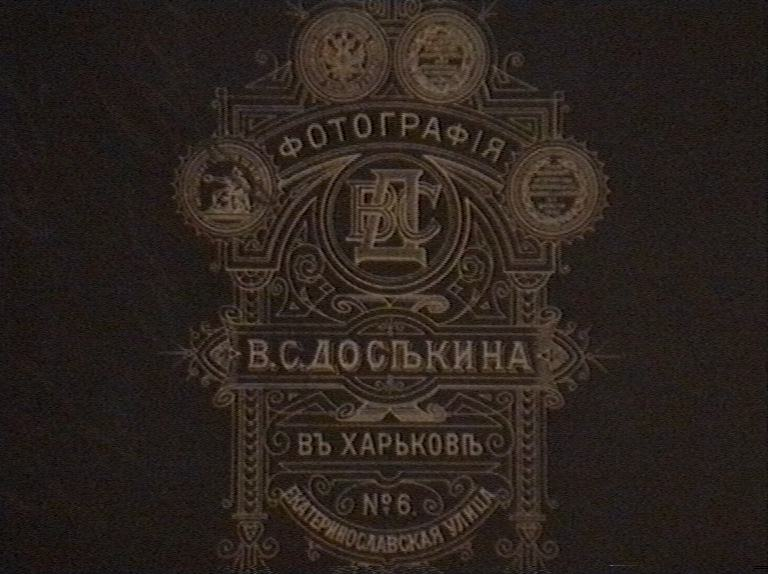
Зворотній бік фотокарток Досєкіна
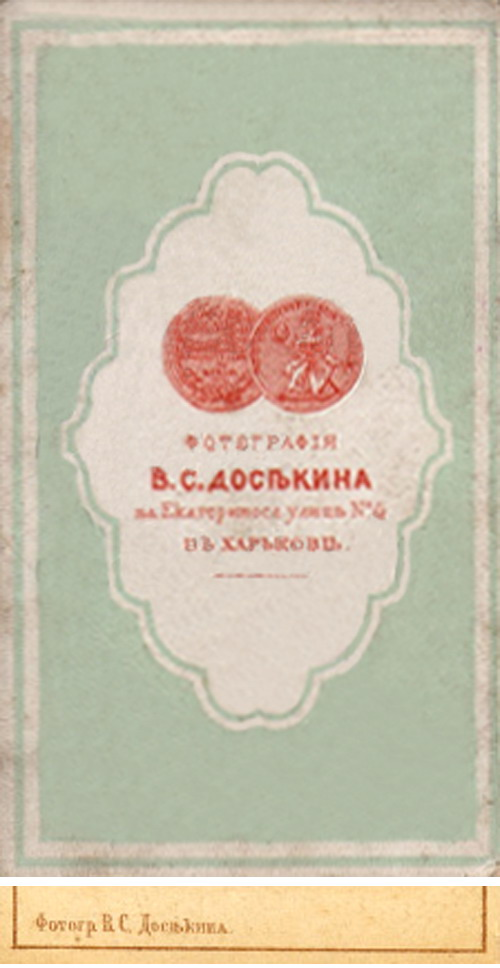
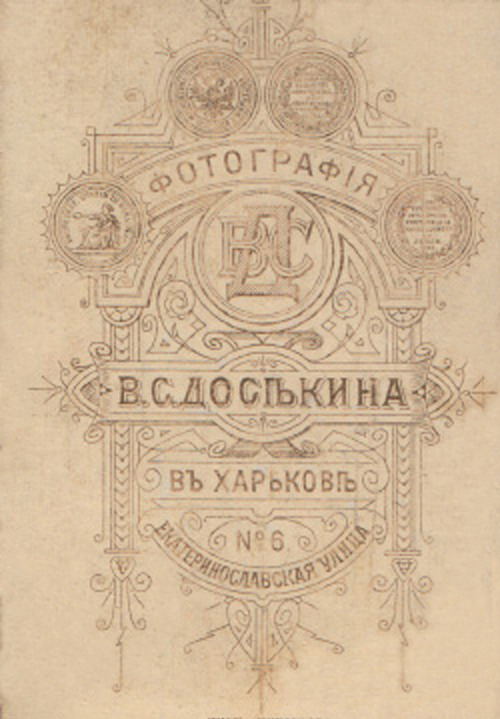
Паспарту з емблемою Досєкіна